# Gareth Forwood
Gareth Forwood (14 de outubro de 1945 — 16 de outubro de 2007) foi um ator britânico. Era o único filho de Anthony Forwood e Glynis Johns.

## Filmografia selecionada
- The Bofors Gun (1968)
- Birth of the Beatles (1979)
- Priest of Love (1981)
- Gandhi (1982)
- King Ralph (1991)
- Electric Moon (1992)

## Aparições na televisão (selecionada)
- Mother Love (1991)
- Prime Suspect (1996)[1]